# Balão Mágico
Balão Mágico («Волшебный воздушный шар») — детская телевизионная передача, выходившая на бразильском телеканале TV Globo в 1980-х годах. Вели её дети — участники музыкальной группы Turma do Balão Mágico.

## История
Телепередача была создана специально под бразильскую детскую музыкальную группу Turma do Balão Mágico: после успеха их первого диска, вышедшего в 1982 году, ребят пригласили на TV Globo вести собственную программу. Программу назвали Balão Mágico. Премьера состоялась 7 марта 1983 года.
В телепередаче показывали сюжеты (истории) с участием группы, музыкальные номера и мультфильмы (такие как «Багз Банни», «Флинтстоуны», «Мишка Йоги», «Флэш Гордон», «Моряк Попай»).
Как пишет новостной портал E+ Estadão, благодаря ведущим Симони (6), Жаирзиньо (7), Майку  (8) и Тобу (12), эта телепередача стала эпохальной («marcou época»).
Последний выпуск вышел в эфир 28 июня 1986 года. С 30 июня место этой программы в сетке телепередач заняло «Шоу Шуши».